# Temnora radiata
Temnora radiata är en fjärilsart som beskrevs av Karsch 1893. Temnora radiata ingår i släktet Temnora och familjen svärmare. Inga underarter finns listade i Catalogue of Life.